# Néronde
Néronde é uma comuna francesa na região administrativa de Auvérnia-Ródano-Alpes, no departamento de Loire. Estende-se por uma área de 8,57 km². Em 2010 a comuna tinha 508 habitantes (densidade: 59,3 hab./km²).